# Thal (Bad Grönenbach)
Thal ist ein Gemeindeteil des Kneippheilbades Bad Grönenbach im Landkreis Unterallgäu in Bayern.

## Geographie

### Topographie
Das Dorf liegt in der Donau-Iller-Region, etwa einen Kilometer östlich von Bad Grönenbach und ungefähr einen Kilometer westlich von Wolfertschwenden auf einer Höhe von 676 m ü. NHN.

### Geologie
Thal befindet sich auf Schotter der Würmeiszeit des Pleistozäns. Der Untergrund besteht aus Kies und Sand.

## Geschichte
Die erste Erwähnung Thals war 1433. Ab 1683 wurde Thal Grönenbach angegliedert, bis dahin hatten einige Memminger Bürger Besitz in Thal. Der Weiler Oberthal, südlich von Thal gelegen, trug bis 1450 den Namen Sälz.

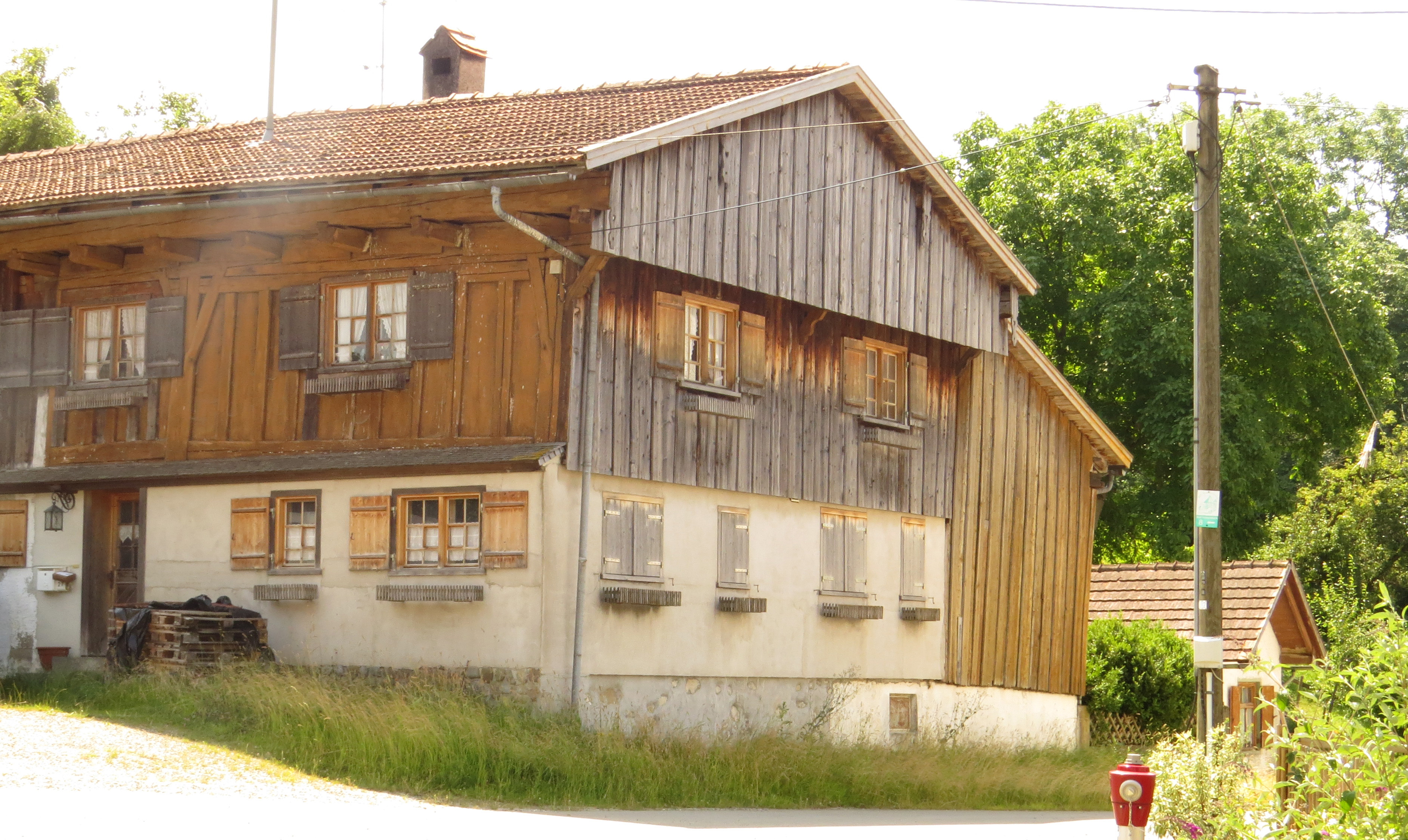
Denkmalgeschütztes ehemaliges Bauernhaus in Oberthal

## Baudenkmäler
Ein mit „1781“ bezeichneter Mittertennbau mit Fachwerk und Satteldach in Oberthal steht unter Denkmalschutz. Aus dem 17. oder 18. Jahrhundert stammt ein ehemaliges Bauernhaus mit Ständerbohlen und flachem Satteldach, das denkmalgeschützt ist. In Unterthal befindet sich eine mit „1901“ bezeichnete denkmalgeschützte Villa mit reichem Fassadendekor in historisierenden Formen.

## Gewerbegebiet
Im Ortsteil Thal befindet sich das Gewerbegebiet von Bad Grönenbach. Ansässige Unternehmen mit Hauptstandort oder Niederlassung sind unter anderem
- Spedition Nagel
- Vacufol
- Rapunzel Naturkost

## Verkehr
In Thal befindet sich der Bahnhof von Grönenbach an der Illertalbahn der Strecke  Memmingen–Kempten. Die Bahnstrecke wurde 1862/1863 zwei Kilometer östlich vom Ort Bad Grönenbach eingerichtet, da die Streckenführung durch den Ort am Widerstand von Landwirten scheiterte.